# Siuraq
Siuraq, tidigare namn Tern Island, är en ö i Kanada.   Den ligger i territoriet Nunavut, i den nordöstra delen av landet, 2 700 km norr om huvudstaden Ottawa. Arean är 0,47 kvadratkilometer.
Terrängen på Siuraq är mycket platt. Öns högsta punkt är 8 meter över havet. Den sträcker sig 0,8 kilometer i nord-sydlig riktning, och 1,6 kilometer i öst-västlig riktning.